# 함안고등학교
함안고등학교(咸安高等學校)는 대한민국 경상남도 함안군 가야읍 도항리에 있는 공립 고등학교이다.

## 학교 연혁
- 1937년 5월 3일 : 함안공립농업실수학교 개교(1년제)
- 1948년 8월 15일 : 함안농업중학교(6년제)
- 1951년 8월 31일 : 함안농업고등학교 교명 변경(3년제)
- 1971년 1월 1일 : 함안종합고등학교 교명 변경(3년제 6학급)
- 1999년 3월 1일 : 함안고등학교 교명 변경
- 2005년 9월 1일 : 교훈 변경(성실, 창의, 협동)
- 2008년 8월 26일 : 기숙형고등학교 지정(교육과학기술부)
- 2017년 3월 1일 : 자율학교 재지정(2017.3.1.~2020.2.29.)
- 2017년 12월 : 고교학점제 연구학교 교육부 지정(2018.03.01.~ 2021.02.28.)
- 2023년 2월 8일 : 제85회 졸업식(졸업색 134명, 졸업생 총인원 14,178명)
- 2023년 3월 1일 : 제37대 차동석 교장 부임
- 2023년 3월 2일 : 2023학년도 입학식 130명

## 참고 자료
- 함안고등학교 - 한국교육학술정보원 학교알리미